# Turdus grayi
El zorzal pardo, yigüirro, mirlo pardo, Cenzontle de agua, canchana, mirlo huertero o Zanata  (Turdus grayi) es una especie de ave paseriforme de la familia Turdidae, común en América Central, aunque se encuentra desde el sur de Texas y México hasta Panamá y Colombia. Es el ave nacional de Costa Rica. Posee un canto de varias tonalidades que es similar al del ave lira, debido a que toma sonidos que escucha para componerlo.

## Descripción

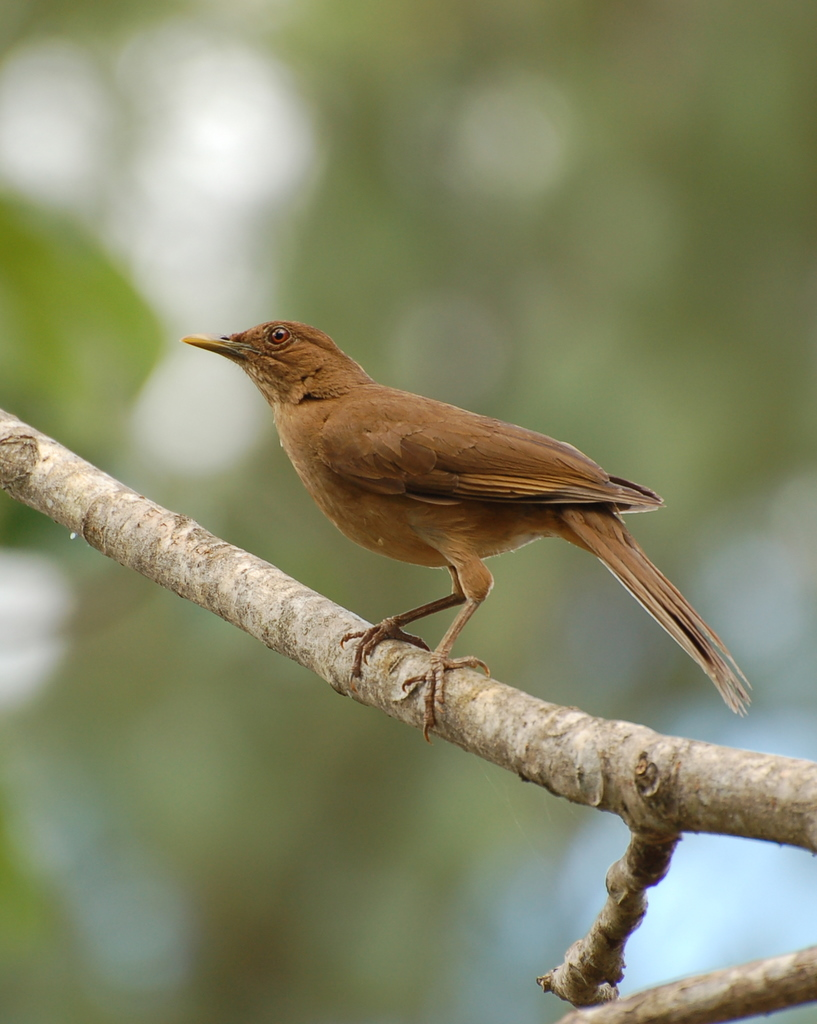

Normalmente mide de 23 a 27 cm de longitud y tiene un peso de 74 a 76 g. El plumaje es de color marrón, y más oscuro por encima que por debajo (los especímenes de regiones más húmedas son más oscuros que los demás). Tiene rayas en la garganta. Los ojos son rojos. Los individuos juveniles son manchados.